# Georgina Theodora Wood
Georgina Theodora Wood (8 de junio de 1947) ha sido una jueza de Ghana y exagente de la fiscalía de la policía. Fue la Presidenta del Tribunal Supremo de Ghana y la primera mujer en ocupar ese puesto. Se retiró en 2017 después de cinco décadas de servicio al estado. Es miembro del Consejo de Estado.

## Biografía
Georgina Wood (de soltera Lutterodt) nació el 8 de junio de 1947 en Ghana. Se educó en Bishop's Girls and Methodist Schools, Dodowa. Luego asistió a la escuela de niñas Mmofraturo, Kumasi, entre 1958 y 1960. La educación secundaria de Wood fue en Wesley Girls 'High School, Cape Coast, que completó en 1966. 
Fue a la Universidad de Ghana, Legon, donde recibió el LL. B. en 1970. Posteriormente asistió a la Facultad de Derecho de Ghana, después de lo cual la llamaron a la barra. También hizo un curso de formación para oficiales de posgrado en la Escuela de Policía de Ghana.

## Carrera profesional
Wood trabajó con el Servicio de Policía de Ghana como superintendente adjunto y fiscal durante tres años. Posteriormente se incorporó al Servicio Judicial como Magistrada de Distrito en 1974. Ascendió a través de los Tribunales Superiores y de Circuito para convertirse en juez presidente del Tribunal de Apelaciones en 1991. Fue nombrada miembro del Tribunal Supremo por el presidente John Kufuor el 12 de noviembre de 2002 nombramiento que había rechazado anteriormente.

### Comité de Georgina Wood
El comité de Georgina Wood se creó el 4 de julio de 2006 para investigar la desaparición del buque MV Benjamin de 77 paquetes de cocaína el 26 de abril de 2006. También fue para investigar un presunto soborno de 200.000 dólares pagado a altos oficiales policiales por una señora vinculada a un narcotraficante venezolano y también los 588 kg de cocaína incautados en Mempeasem, East Legon a los venezolanos.

### Presidente del Tribunal Supremo de Ghana
Fue nominada para el cargo de Presidenta del Tribunal Supremo de Ghana en mayo de 2007. El 1 de junio de 2007, el Parlamento de Ghana aprobó por consenso su nombramiento como nueva Presidenta del Tribunal Supremo de Ghana. En junio de 2007, esto la convirtió en la primera mujer en la historia de Ghana en presidir el poder judicial y también la convirtió en ese momento en la mujer con mayor rango de la historia política de Ghana; hasta el nombramiento de la magistrada Joyce Adeline Bamford-Addo como presidenta del 5.º Parlamento de la 4.ª República de Ghana en enero de 2009. La presidenta del Tribunal Supremo Wood asumió el cargo el 15 de junio de 2007. Mientras estuvo en el cargo, juró a cuatro presidentes: el presidente John Evans Atta-Mills en enero de 2009, el vicepresidente John Dramani Mahama tras la muerte de Atta-Mills el 24 de julio de 2012, el presidente electo John Dramani Mahama, ganador de la Elecciones generales de 2012, y Nana Akuffo-Addo, ganador de las elecciones de diciembre de 2016 el 7 de enero de 2017.
Se retiró como presidenta del Tribunal Supremo en junio de 2017. Fue sucedida por la jueza Sophia Akuffo.

## Consejo de Estado
El 20 de junio de 2017, Wood fue nombrada por el presidente Nana Akuffo-Addo como la vigésimo quinta y última miembro del Consejo de Estado. Ella está en el consejo por haber sido presidenta del Tribunal Supremo. Fue la primera vez en 22 años que se cubrió la vacante ya que Ghana no había tenido ningún presidente del Tribunal Supremo jubilado con vida desde 1995.

## Reconocimientos
El 7 de julio de 2007, Wood fue condecorada con la Orden de la Estrella de Ghana, el mayor honor de la nación. Fue presentada por el presidente John Kufuor.

## Otros roles
Wood es líder de coro en la Iglesia de las Asambleas de Dios Ringway Gospel Center, Accra. También es la Presidenta de la Mecanismos alternativos de solución de conflictos en Ghana. También ha sido miembro del comité de nombramientos de Magistrados de Kenia Es miembro de la junta del Global Justice Center, una organización internacional de derechos humanos con sede en la ciudad de Nueva York.